# Радуга (Гомельская область)
Радуга (бел. Радуга) — агрогородок в составе Радужского сельсовета Ветковского района Гомельской области Беларуси. Административный центр Радужского сельсовета.

## География

### Расположение
В 7 км на северо-запад от Ветки, 12 км от железнодорожной станции Костюковка (на линии Жлобин — Гомель), 25 км от Гомеля.

### Гидрография
Река Сож (приток реки Днепр).

## Транспортная сеть
Рядом автодорога Даниловичи — Ветка. Планировка состоит из прямолинейной улицы, ориентированной с юго-востока на северо-запад. На востоке почти параллельно ей проходит вторая длинная улица, к которой с запада присоединяются 2 короткие улицы. Застройка преимущественно деревянная, двусторонняя, усадебного типа.

## История
Выявленные археологами городище (1 км на юго-восток, в урочище Городок) и поселение эпохи Киевской Руси (0,1 км на юго-восток, на террасе правого берега Река Сож) свидетельствуют о заселении этих мест с давних времён. По письменным источникам известна с XVIII века как селение в Речицком повете Минского воеводства Великого княжества Литовского. После 1-го раздела Речи Посполитой (1772) в составе Российской империи. В 1789 году во владении К. Халецкого. В 1788—1889 годах упоминается в числе местечек. С 1830 года действовала деревянная Свято-Николаевская церковь. Хозяин фольварка имел в 1877 году 414 десятин земли, которые достались ему по наследству. Действовал хлебозапасный магазин. Согласно переписи 1897 года село Ветковской волости Гомельского уезда Могилёвской губернии. Располагались: каменная церковь, построенная в 1885 году, церковно-приходская школа, хлебозапасный магазин, 2 ветряные мельницы, рядом находился одноимённый фольварк. В 1909 году жители владели 1616 десятинами земли, в селе действовали церковь, земская школа, винная лавка, винокурня и мельница. Рядом располагались одноимённые усадьба и фольварк.
В 1921 году организован совхоз «Радуга». В 1926 году работало почтовое отделение. Неподалёку размещались Радуговские Хутора. С 8 декабря 1926 года центр Радужского сельсовета Ветковского, с 25 декабря 1962 года Гомельского, с 6 января 1965 года Ветковского районов Гомельского округа (до 26 июля 1930 года), с 20 февраля 1938 года Гомельской области. В 1929—1930 годах организованы колхозы «3-й решающий» и «Красный боец», работали ветряная мельница (с 1917 года), 4 кузницы, шорная мастерская. Во время Великой Отечественной войны оккупанты в феврале 1943 года сожгли 70 дворов. Освобождена 27 ноября 1943 года. В боях за деревню погибли 252 советских солдата (похоронены в братских могилах). 149 жителей погибли на фронте. В 1959 году центр колхоза «Радуга». Размещены средняя школа, Дом культуры, библиотека, детский сад, фельдшерско-акушерский пункт, ветеринарный участок, отделение связи, швейная мастерская, 2 магазина.
В Радужский сельсовет входили ныне не существующие: до 1977 года входили посёлки Василевский и Климовский, до 1979 года посёлок Новики, до 1983 года посёлок Восток.

## Население
- 1885 год — 114 дворов 687 жителей.
- 1897 год — 166 дворов 1089 жителей; в фольварке 2 двора, 16 жителей (согласно переписи).
- 1909 год — 201 двор, 1324 жителя.
- 1926 год — 258 дворов, 1226 жителей; на рядом расположенных Радуговских Хуторах 22 двора, 113 жителей.
- 1959 год — 1052 жителя (согласно переписи).
- 2004 год — 241 хозяйство, 587 жителей.

## Культура
- Дом культуры
- Музей ГУО «Радужская средняя школа имени М. Г. Батракова»

## Достопримечательность
- Городище периода раннего железного века (1-е тыс. до н. э. – 1-е тыс. н. э.) —  Историко-культурная ценность Республики Беларусь, шифр 313В000169
- Братская могила (1943) —  Историко-культурная ценность Республики Беларусь, шифр 313Д000170. В том числе перезахоронен Герой Советского Союза А. Н. Хуторянский.

## Известные уроженцы
- Батраков Михаил Григорьевич — Герой Советского Союза. Его именем названы улицы в деревне и в городе Ветка, а также местная средняя школа, где он учился